# Kalimanići (Srebrenica, BiH)
Kalimanići su selo u općini Srebrenica, u istočnoj Bosni, Republika Srpska.
Po popisu iз 1991. imalo je 397 stanovnika, Srba - 292 i Muslimana - 105. Srbi žive u većini zaselaka, a Muslimani u zaseoku Rešagići. Dosta prijeratnog, ugl. starijeg stanovništva Muslimanske nacionalnosti vratilo se u selo. Pokrenuta je i obnova džamije koju osim Kalimanićana, koriste i stanovnici sela cijelog Skelanskog kraja. Inače, selo se nalazi na samoj obali rijeke Drine, oko 2 km udaljeno od Skelana, koji su mostom preko Drine povezani s Bajinom Baštom, u Srbiji.